# Aspekt (czasopismo)
Aspekt – niezależny kwartalnik społeczno-polityczny, pismo Ruchu Obrony Praw Człowieka i Obywatela w Polsce wydawane przez środowisko Ruchu Wolnych Demokratów w Łodzi w latach 1979-1981.
Ukazało się 5 numerów (w tym 2 podwójne) o objętości 100 stron w formacie A4, drukowanych przez Wydawnictwo im. Konstytucji 3 Maja w nakładzie 200-300 egzemplarzy.
Pismo redagowali Andrzej Ostoja-Owsiany i Andrzej Mazur.
Publikowano artykuły na tematy gospodarcze, historyczne (zwłaszcza stosunków polsko-sowieckich), współczesnych problemów międzynarodowych, ze szczególnym uwzględnieniem stosunków polsko-niemieckich. Zamieszczano oficjalne dokumenty RWD oraz przedruki z prasy emigracyjnej. Pismo wyróżniało się wysokim poziomem merytorycznym. Po sierpniu 1980 r. do druku przygotowano nr 6/7, w całości poświęcony rozłamowi w ROPCiO, który nie został wydrukowany. Kolportowane głównie na terenie Łodzi.